# جبهة الحكم الراشد
جبهة الحكم الراشد هو حزب سياسي في الجزائر. تحصل في الانتخابات التشريعية الجزائرية سنة 2021 على مقعدين (02) بالمجلس الشعبي الوطني. الأمين العام للحزب هو عيسى بلهادي.